# Comuna Ceaplea, Letîciv
Ceaplea (în ucraineană Чапля) este o comună în raionul Letîciv, regiunea Hmelnîțkîi, Ucraina, formată din satele Ceaplea (reședința) și Iurcenkî.

## Demografie
Componența lingvistică a comunei Ceaplea
     Ucraineană (99,19%)
     Alte limbi (0,81%)
Conform recensământului din 2001, majoritatea populației comunei Ceaplea era vorbitoare de ucraineană (99,19%), existând în minoritate și vorbitori de alte limbi.